# (9580) Tarumi
(9580) Tarumi est un astéroïde de la ceinture principale.

## Description
(9580) Tarumi est un astéroïde de la ceinture principale. Il fut découvert le 4 octobre 1989 à Minami-Oda par Toshiro Nomura et Koyo Kawanishi. Il présente une orbite caractérisée par un demi-grand axe de 2,67 UA, une excentricité de 0,13 et une inclinaison de 4,0° par rapport à l'écliptique.

## Compléments